# Brad Oleson
Bradley Scott Oleson Lashinski (Anchorage, Alaska, Estados Unidos, 11 de abril de 1983) es un exjugador de baloncesto con doble nacionalidad española y estadounidense que jugaba en la posición de escolta.

## Trayectoria
Oleson se formó en la North Pole High School de Fairbanks, en Alaska. Jugó en la NCAA en el equipo de la Universidad de Alaska Fairbanks, los Alaska Nanooks. En 2005 fue contratado por el Beirasar Rosalía de Santiago de Compostela, España, que jugaba en la LEB2. La temporada 2006-07 ascendió a la LEB Oro, categoría en la que jugaría la temporada siguiente. El 20 de junio de 2010, Oleson fue preseleccionado para disputar el Mundial de Turquía con España.

### ACB
La temporada 2008-09 fue contratado por el Alta Gestión Fuenlabrada de la ACB, debutando en la liga el 5 de octubre de 2008 frente al CB Murcia. Los  problemas con su fichaje por el Fuenlabrada se solucionaron el 17 de diciembre de 2008 al llegar a un acuerdo económico por su traspaso entre ambas partes -B. Fuenlabrada y C. B. Rosalía de Castro, y firmando con el conjunto madrileño por cuatro años.
En la segunda jornada de la temporada, Oleson logró su primera nominación como Jugador de la Jornada, al lograr 39 puntos de valoración frente al Pamesa Valencia. El 18 de enero de 2009 compartió con Curtis Borchardt la designación como MVP de la jornada 18, en la que anotó 29 puntos y logró 32 puntos de valoración. En la jornada 23 volvió a compartir la nominación con otro jugador, esa vez Marcus Haislip. Oleson logró 29 puntos y obtuvo 33 de valoración.
Oleson fue elegido MVP del mes de febrero en la ACB tras promediar 29 puntos, 2 rebotes, 3,5 asistencias, 1 recuperación, 7,5 faltas recibidas y una valoración de 30,5 puntos por partido en los dos encuentros que disputó su equipo ese mes.
Esa misma temporada ganó el premio al Jugador revelación de la temporada en la ACB, obteniendo un total de 90 votos y siendo el más votado por parte de entrenadores, periodistas y jugadores, y siendo el segundo para los aficionados, que eligieron a Pablo Aguilar, quien empató en el segundo puesto con Sergio Llull.
Durante la temporada 2008-09, el jugador fue contratado por el Real Madrid para la temporada 2009-2010. El fichaje fue efectuado por los directores de la sección de baloncesto del Real Madrid, Antonio Martín y Alberto Herreros. Finalmente recaló en el Caja Laboral, en una operación por la que el Real Madrid se hacía con los derechos de  Sergi Vidal y Pablo Prigioni. Ya empezada la temporada 2009-10, Oleson juró la constitución española el 21 de octubre de 2009, obteniendo la nacionalidad española. Esa misma temporada, el Caja Laboral se impuso al Regal F. C. Barcelona en la final de la ACB, logrando Oleson el título de liga.
El 13 de junio de 2017 el FC Barcelona anuncia la no renovación de Oleson para la temporada siguiente.
El 13 de julio de 2017, un mes después de abandonar el FC Barcelona, el UCAM Murcia oficializa su fichaje para las próximas dos temporadas, tras las cuales decide retirarse.

## Selección nacional
En junio de 2010 fue incluido en la lista de 24 jugadores facilitada por la Federación Española de Baloncesto a la FIBA para integrar la Selección de baloncesto de España en el Campeonato Mundial de Baloncesto de 2010, aunque finalmente, el seleccionador español Sergio Scariolo, no lo incluyó en la lista de 15 jugadores que se concentrarían en Las Palmas de Gran Canaria previamente al campeonato.

## Palmarés
- Liga LEB Plata con el Club Baloncesto Rosalía de Castro: Campeón año 2007[14]
- Copa Galicia con el Club Baloncesto Rosalía de Castro: Subcampeón año 2007
- Copa Galicia  con el Club Baloncesto Rosalía de Castro: Subcampeón año 2008
- Jugador revelación de la temporada en la ACB 2009.
- Liga ACB 2009-2010 con el Caja Laboral (Baskonia).
- Copa del Rey de baloncesto 2012-2013 con el FC Barcelona .
- Liga ACB 2013-14  con el FC Barcelona.
- Supercopa de España (1): 2015.